# Czarownik

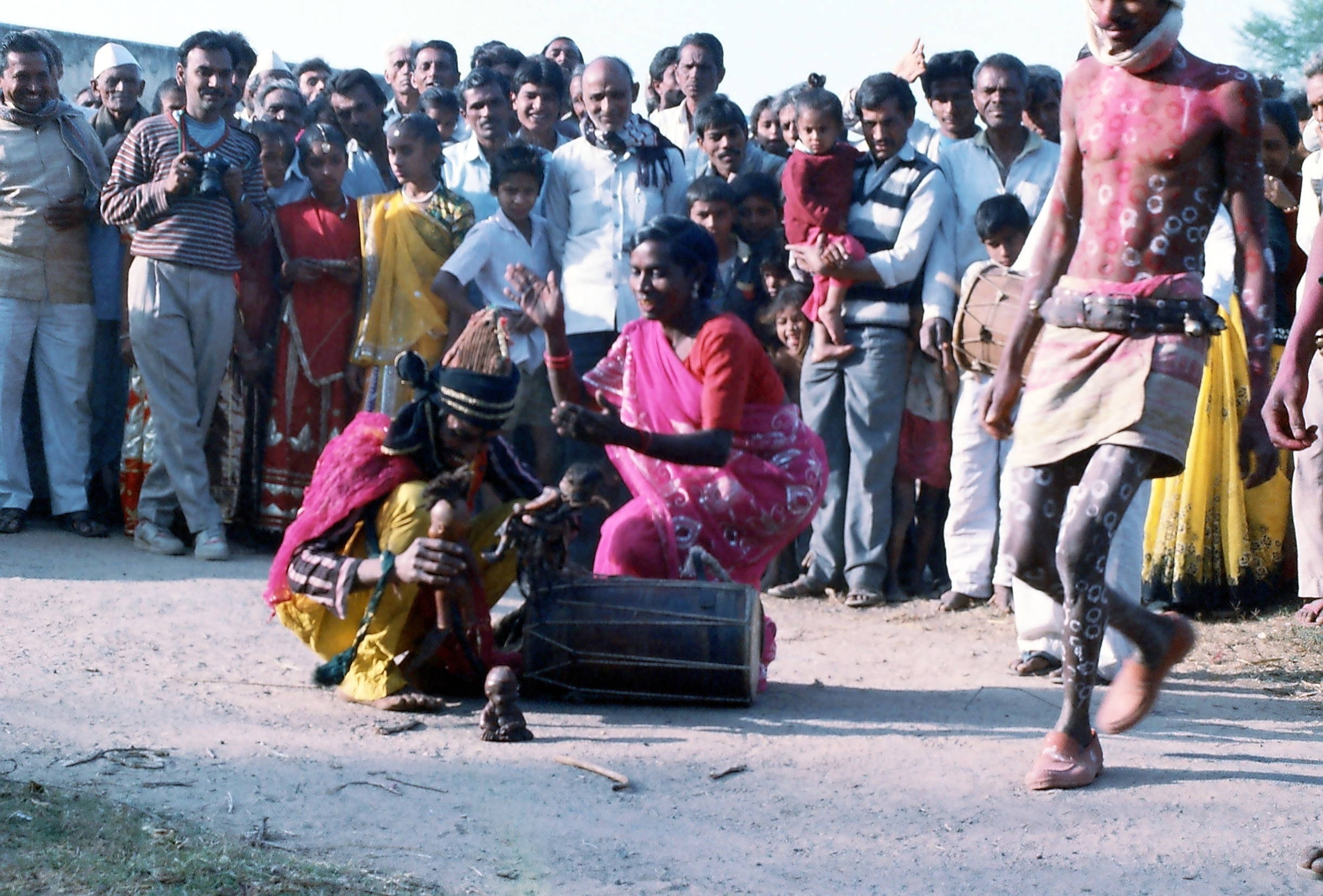
Czarownik odprawiający obrzędy

Czarownik – w społeczeństwach plemiennych osoba zajmująca się najczęściej przepowiadaniem i leczeniem za pomocą tajemnych, specjalnych formułek uznawanych za magiczne zaklęcia oraz za pomocą wyspecjalizowanych rytuałów. Jest pośrednikiem pomiędzy żyjącymi a światem zmarłych. W kulturach afrykańskich pełni rolę wyroczni, do którego zwraca się np. po uzyskanie informacji na temat np. wyniku wojen, wielkości plonów czy płci nienarodzonego dziecka.
Czarownik bardzo często spełnia funkcję szamana, znanego m.in. w kulturach amerykańskich. W średniowieczu pojęcie czarownika odnosiło się do osoby, mężczyzny lub kobiety, trudniącego się czarną magią lub obcującego z mocami nieczystymi, przeważnie z diabłem lub ze sferą demoniczną. Czarownikiem w zależności od regionu i kultury mógł być mężczyzna lub kobieta. W kulturach plemiennych jest to nadal jedna z najważniejszych postaci obok przywódcy plemienia.